# Guijuelo
Guijuelo là một đô thị ở tỉnh Salamanca, Castile và León, Tây Ban Nha. Theo điều tra dân số năm 2007 của Viện thống kê quốc gia Tây Ban Nha, đô thị này có dân số 5593 người.